# 敦盛 (能)
『敦盛』（あつもり）は、『平家物語』などに取材した能の作品。成立は室町時代。作者は世阿弥。複式夢幻能で、修羅能（二番目物）の一つ。
『平家物語』巻9「敦盛最期の事」や『源平盛衰記』巻38「平家公達最後并頸掛一谷事」に取材し、一ノ谷の戦いで落命した若武者平敦盛と、これを討ち取った熊谷次郎直実（出家して蓮生法師）とが再会し、「法の友」であることを認め合う喜びを描く、優雅な演目である。

## 概要

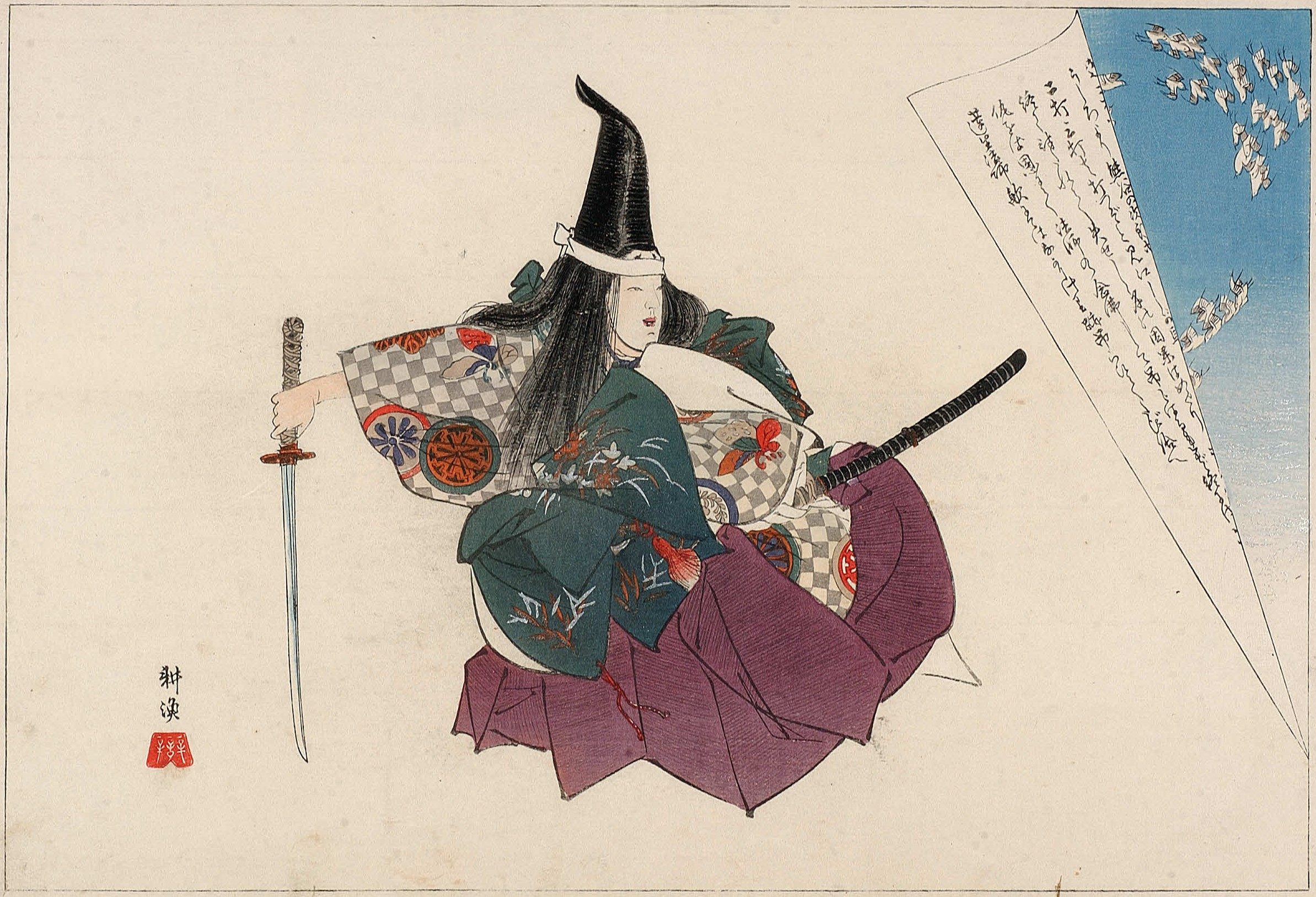
月岡耕漁による「敦盛」の能版画。

この曲は、『平家物語』の次の逸話を下敷きとしている。一ノ谷の戦いで平家は敗れ、一門は船に乗って逃げていった。しかし、平家の武将が1人、汀で船に乗り遅れていたところに、源氏の武者、熊谷次郎直実がこれを見つけ、平家の名のある武将と見て勝負を挑んだ。馬上で組み合いになって双方馬から落ち、直実が平家の武将の首をかこうとすると、平家の武将は、直実の子と同じくらいの十六、七歳の公達であった。直実は、哀れを感じて助命しようとしたが、後ろから源氏方の軍勢が近づいてきたので、直実はもはや武将を逃すことはできないと知り、泣く泣くその首をかいた。首を包もうとして、鎧直垂を解いて見ると、錦の袋に入った笛が腰に差してあった。直実は、その日の暁に平家の陣中で管弦の遊びをしていたのはこの人たちであったと知った。後に聞けば、この武将は、平経盛の子平敦盛で、17歳の少年であった。直実は、これを機に出家をすることになった。また、この笛は、祖父平忠盛が笛の上手であったので鳥羽院から下され、その後経盛を経て敦盛が受け継いだ「小枝」という笛であった。
この能は、一ノ谷の戦い後、出家して蓮生法師となっている直実（ワキ）が、敦盛の菩提を弔うため、須磨の一ノ谷を訪れるところから始まる。すると、そこに、草刈男ら（前シテ・ツレ）が笛を吹いて現れる。蓮生は、草刈男のような低い身分の者が優雅な笛を吹いていることに不審を感じ、呼び止めるが、草刈男は、草刈の笛は歌にも詠まれており、不審なことではないと諭す。そのうち、1人の草刈男（前シテ）だけがその場に残り、蓮生の弔いに感謝し、敦盛であることを暗示して立ち去る（中入り）。浦人（アイ）が現れ、敦盛の最期の様子を語る。蓮生が弔いを続けていると、敦盛の亡霊（後シテ）が現れ、弔いに感謝し、2人は今や「法の友」であると喜び合う。続いて、敦盛は、平家一門が没落した運命について語り、合戦前夜に平家の陣中で笛を吹いて歌舞音曲を楽しんだ思い出を回想し、舞う（中之舞）。最後に、敦盛は、直実に討たれた時の有様を語り、今や蓮生は敵ではないと言い、なお弔いを願って姿を消す（進行）。
作者は世阿弥である（作者）。

## 進行
複式夢幻能の形式をとり、(1)蓮生法師（ワキ）が草刈男ら（前シテと3人のツレ）に出会う前場、(2)草刈男が消えた後、蓮生法師が須磨の浦人（アイ）に敦盛最期の様子を語らせる間狂言、(3)敦盛（後シテ）が亡霊となって現れ、蓮生法師の弔いに感謝し、生前のことを語る後場から成る。

### 前場

#### 蓮生の登場
一ノ谷の戦いで平敦盛を討った熊谷次郎直実が出家して蓮生（ワキ）と名乗り、一ノ谷を訪れる。

| ワキ「これは武蔵の国の住人、熊谷の次郎直実出家し、蓮生と申す法師にて候、さても敦盛を手に掛け申ししこと、あまりにおん痛はしく候ふほどに、かやうの姿となりて候、またこれより一の谷に下り、敦盛のご菩提を弔ひ申さばやと思ひ候 ワキ〽九重の、雲居を出でて行く月の、雲居を出でて行く月の、南に廻る小車の、淀山崎をうち過ぎて、昆陽の池水生田川、波ここもとや須磨の浦、一の谷にも着きにけり、一の谷にも着きにけり | ［蓮生］これは武蔵国の住人、熊谷次郎直実が出家し、蓮生と申す法師です。それにしても敦盛を手に掛け申し上げたことは、あまりにいたわしいことでしたので、このように出家の姿となったのです。また、これから一ノ谷に下って行き、敦盛のご菩提を弔いたいと思います。 ［蓮生］都を出て、月とともに南へ行くと、水車で知られる淀、そして山崎を過ぎて、昆陽池（今の伊丹市）、生田川を通り、波が近くまで打ち寄せる須磨の浦の一ノ谷に着いた。 |

#### 草刈男の登場
そこに、仕事を終えて家路に就く草刈男ら（シテと3人のツレ）が現れる。シテ（敦盛の化身）は、面を着けない直面で、水衣姿である。

| シテ・ツレ〽草刈笛の声添へて、草刈笛の声添へて、吹くこそ野風なりけれ シテ〽かの岡に、草刈る男子野を分けて、帰るさになる夕まぐれ シテ・ツレ〽家路もさぞな須磨の海、少しがほどの通ひ路に、山に入り浦に出づる、憂き身の業こそもの憂けれ | ［草刈男ら］草刈が吹く笛の音とともに吹くのは野風であることよ。 ［草刈男］あの岡で草刈をしていた我々が、野を分けて帰る時になる夕暮れ時。 ［草刈男ら］家は須磨の浦にあるが、そこまでのわずかな通い路の間に、山に入ったり浦に出たりしなければならない。つらいことの多い生業がもの憂いことだ。 |

#### 蓮生と草刈男の問答
蓮生は、草刈男らに、草刈がなぜ笛を吹いているのかと問いかける。

| ワキ「いかにこれなる草刈たちに尋ね申すべきことの候 シテ「こなたのことにて候ふか、なにごとにて候ふぞ ワキ「ただいまの笛は方々の中に吹きたまひて候ふか シテ「さん候、われらが中に吹きて候 ワキ「あらやさしや、その身にも応ぜぬ業、返す返すもやさしうこそ候へ シテ「その身にも応ぜぬ業と承はれども、それ勝るをも羨まざれ、劣るをも賤しむなとこそ見えて候へ、そのうへ樵歌牧笛とて シテ・ツレ〽草刈の笛木樵の歌は、歌人の詠にも作り置かれて、世に聞えたる笛竹の、不審はなさせたまひそとよ （中略） 地謡〽身の業の、好ける心に寄竹の、好ける心に寄竹の、小枝蝉折さまざまに、笛の名は多けれども、草刈の、吹く笛ならばこれも名は、青葉の笛と思し召せ、住吉の汀ならば、高麗笛にやあるべき、これは須磨の塩木の、海士の焼残と思しめせ、海士の焼残と思しめせ | ［蓮生］そちらの草刈たちにお尋ねしたいことがあります。 ［草刈男］我々のことですか、何のご用でしょうか。 ［蓮生］ただいまの笛はあなた方がお吹きになったのですか。 ［草刈男］そうです。我々が吹いていたのです。 ［蓮生］ああ優雅なことだ、あなたのような身分の人にも似合わないこと、重ね重ねも優雅なことです。 ［草刈男］その身分にも似合わないこととお聞きしましたが、「まさっている者を羨むな、劣っている者を賤しく見るな」といいます。しかも「樵歌牧笛」という言葉があって ［草刈男ら］草刈の笛や、木こりの歌は、古くからの歌人の歌にも読み込まれていて、世に知られているのですから、不審にお思いになりますな。 （中略） ――笛を吹いて遊ぶのも、身にふさわしい、風流な心に沿ったものです。「小枝」「蝉折」など、有名な笛は多くあるけれども、草刈が吹く笛であれば、その名は「青葉の笛」とお思いください。もしここが住吉の汀であれば、「高麗笛」ということになるのでしょうか。ここ須磨の浦では海士の焼く塩木の焚きさしだとお思いください。 |

そのうちにツレ（他の草刈男）は立ち去り、シテ（敦盛の化身）1人が残る。その求めに応じて蓮生が念仏を唱えると、男は感謝し、自らが敦盛であることをほのめかして立ち去る（中入り）。

| ワキ「不思議やな余の草刈たちは皆々帰りたまふに、おん身一人留まりたまふこと、何のゆゑにてあるやらん シテ「何のゆゑとか夕波の、声を力に来たりたり、十念授けおはしませ ワキ「易きこと十念をば授け申すべし、それにつけてもおことは誰そ シテ「まことはわれは敦盛の、ゆかりの者にて候ふなり ワキ〽ゆかりと聞けばなつかしやと、掌を合はせて南無阿弥陀仏 シテ・ワキ〽若我成仏十方世界、念仏衆生摂取不捨 地謡〽捨てさせたまふなよ、一声だにも足りぬべきに、毎日毎夜のお弔ひ、あらありがたやわが名をば、申さずとても明け暮れに、向ひて回向したまへる、その名はわれと言ひ捨てて、姿も見えず失せにけり、姿も見えず失せにけり | ［蓮生］不思議なことだ、ほかの草刈たちは皆帰られたのに、あなた1人だけここに留まられたのは、どうした理由なのでしょうか。 ［草刈男］どうした理由かと言われるが、そのあなたの声を力に来たのです。十念を授けてくださいませ。 ［蓮生］たやすいこと、十念を授け申し上げましょう。それにしても、あなたはどなたですか。 ［草刈男］実は私は敦盛のゆかりの者なのです。 ［蓮生］ゆかりと聞くと昔を思い出して心が引かれる。合掌して「南無阿弥陀仏」 ［草刈男・蓮生］「若我成仏十方世界、念仏衆生摂取不捨」 ――お見捨てなさいますな。念仏は一声だけでも十分なはずなのに、毎日毎夜のお弔い、ああありがたいことだ。私の名を申し上げなくても、お僧が日夜回向してくださっている、その人物こそ私です と言い残して、姿が見えなくなり、消えてしまった。 |

### 間狂言
蓮生は、須磨の浦人（アイ）から、敦盛最期の様子を聞く。浦人は、平家が一ノ谷の戦いで敗れて海上に逃げたが、敦盛は陣中に忘れた笛を取りに戻ったため船に乗り遅れたこと、熊谷次郎直実がこれを捕え組み敷いたが、敵がまだ十五、六歳なのを知り、助けようとしたものの、後ろから味方が迫っていたため討たざるを得なかったこと、熊谷次郎直実は出家して敦盛の菩提を弔っていると聞いていることを語る。

### 後場

#### 敦盛の登場

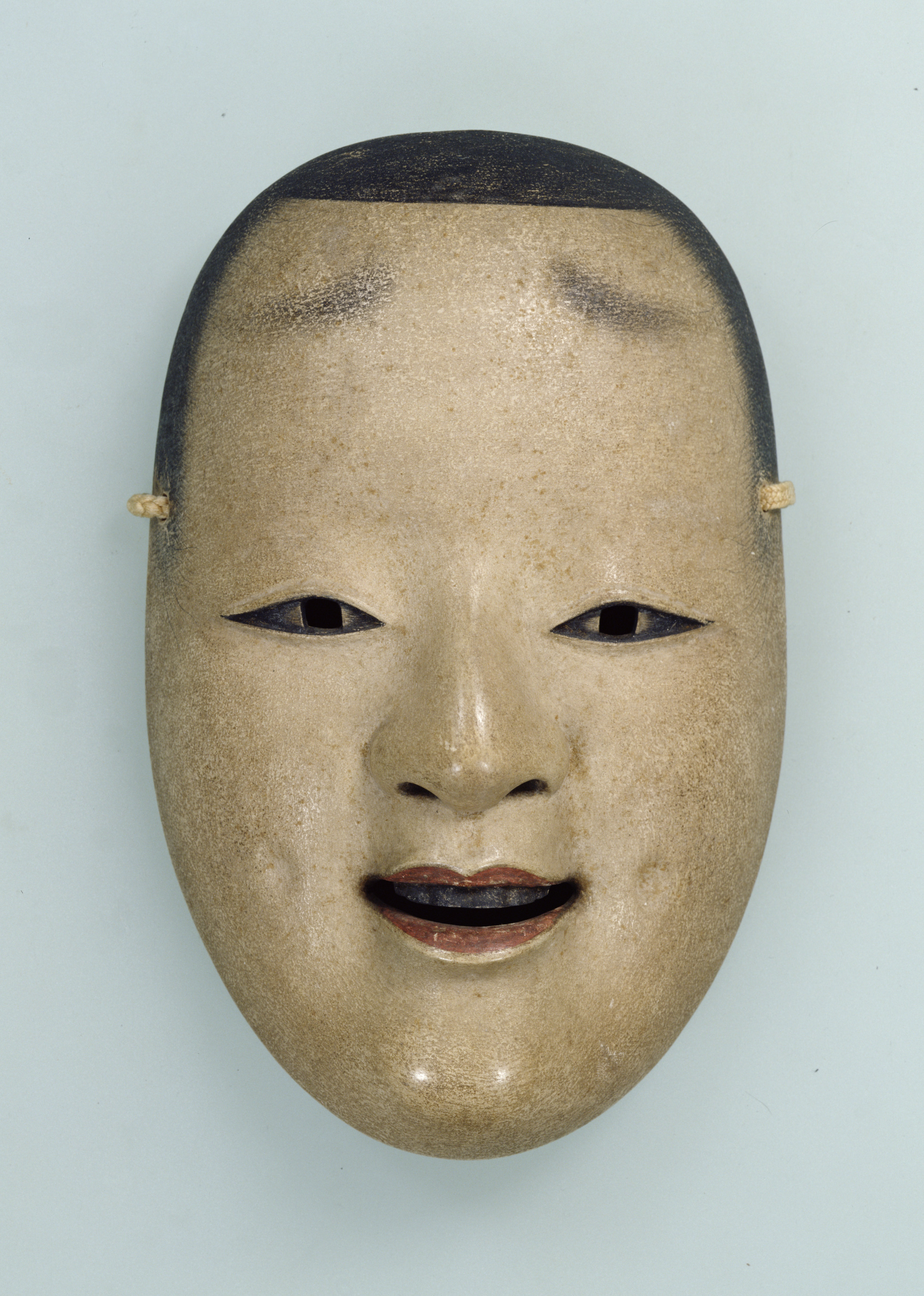
敦盛の後シテに用いられる能面「十六」（東京国立博物館蔵）。16歳にして討たれた敦盛の初々しい姿を表す。

蓮生が敦盛の菩提を弔って念仏を唱えていると、敦盛（後シテ）が現れる。後シテは、敦盛（または童子、十六、中将）の面、梨子打烏帽子、長絹（または単法被）、白大口、太刀、扇の姿である。
蓮生の回向によって敦盛の罪が消え、そのことが蓮生自身の得脱（解脱を得ること）の縁ともなることから、2人は「法の友」となったことを喜び合う。

| シテ〽淡路潟、通ふ千鳥の声聞けば、ねざめも須磨の、関守は誰そ シテ〽いかに蓮生、敦盛こそ参りて候へ ワキ〽不思議やな鳧鐘を鳴らし法事をなして、まどろむ隙もなきところに、敦盛の来たりたまふぞや、さては夢にてあるやらん シテ「何しに夢にてあるべきぞ、現の因果を晴さんために、これまで現はれ来たりたり ワキ〽うたてやな、一念弥陀仏即滅無量の、罪障を晴さん称名の、法事を絶えせず弔ふ功力に、何の因果は荒磯海の シテ〽深き罪をも弔ひ浮かめ ワキ〽身は成仏の得脱の縁 シテ〽これまた他生の功力なれば ワキ〽日頃は敵 シテ〽いまはまた ワキ〽まことに法の シテ〽友なりけり 地謡〽これかや、悪人の友を振り捨てて、善人の敵を招けとは、おん身のことかありがたや、ありがたしありがたし、とても懺悔の物語、夜すがらいざや申さん、夜すがらいざや申さん | ［敦盛］淡路潟を行き交う千鳥の声が聞こえるので眠れずにいるという須磨の関守とは、誰であろうか。 ［敦盛］蓮生殿、敦盛が参りました。 ［蓮生］不思議なことだ、鐘を鳴らし法事を行い、まどろむ間もないところに、敦盛が来られたのか。さては夢であろうか。 ［敦盛］どうして夢でありましょうか。生前の因果による今の苦しみを晴らすために、ここまで現れてきたのです。 ［蓮生］愚かなこと、弥陀仏の名を一度念ずれば、無量の罪障も直ちに消えるといいます。その称名の法事を絶やさずにあなたのことを弔っているのですから、その功徳により、何の因果の苦しみが残っているでしょう。 ［敦盛］深い罪をも弔ってくださる ［蓮生］それが私自身の成仏のきっかけにもなり ［敦盛］それがまた私の来世の功徳となる。 ［蓮生］これまでは敵だったが ［敦盛］今は ［蓮生］本当に仏道の ［敦盛］友であることよ。 ――このことか、「悪人の友を振り捨てて、善人の敵を招け」と言われているのは、あなたのことだったのか。ありがたいことだ。とはいえ、結局は懺悔をしなければならない身。それでは夜通し懺悔の物語をすることにしよう。 |

#### 平家一門の運命の回顧
敦盛は、栄華を極めた平家が没落していった運命を回顧する。

| 地謡〽しかるに平家、世をとつて二十余年、まことにひと昔の、過ぐるは夢のうちなれや、寿永の秋の葉の、四方の嵐に誘はれ、散り散りになる一葉の、船に浮き波に臥して、夢にだにも帰らず、籠鳥の雲を恋ひ、帰雁列を乱るなる、空定めなき旅衣、日も重なりて年月の、立ち帰る春の頃、この一の谷に籠もりて、しばしはここに須磨の浦 シテ〽後ろの山風吹き落ちて 地謡〽野も冴えかへる海ぎはに、船の夜となく昼となき、千鳥の声もわが袖も、波に萎るる磯枕、海士の苫屋に共寝して、須磨人にのみ磯馴松の、立つるや夕煙、柴といふもの折り敷きて、思ひを須磨の山里の、かかる所に住まひして、須磨人になり果つる、一門の果てぞ悲しき | さて平家は、天下をとって二十年余りになったが、それも本当に一昔のことで、夢のように過ぎた。寿永年間の秋、木の葉が四方から吹く嵐で散り散りになるように、平家は木の葉のような船に乗り、夜も船上で眠り、夢でさえ都に帰ることができなくなった。籠の鳥が雲を恋しく思うように都を思い、北へ帰る雁が列を乱すように心が乱れ、定めのない旅を続け、日数も重なって月日が過ぎ、まためぐってきた春の頃、この一の谷に籠もって、しばらくはここ須磨の浦に落ち着くこととなった。 ［敦盛］（秋となると）背後の山から風が吹き下ってきて ――野も寒さで冴え返り、海岸には船が集まっているが、昼夜聞こえる千鳥の声も、私の袖も波や涙に濡れている。海士の粗末な家に一緒に住み、須磨の田舎人となじみ、夕方塩を焼く煙の中、柴を折り敷いて、物思いをする。須磨の山里の、このような田舎に住んで、須磨人になってしまった、平家一門の末路は悲しいものだ。 |

#### 笛の宴の回想

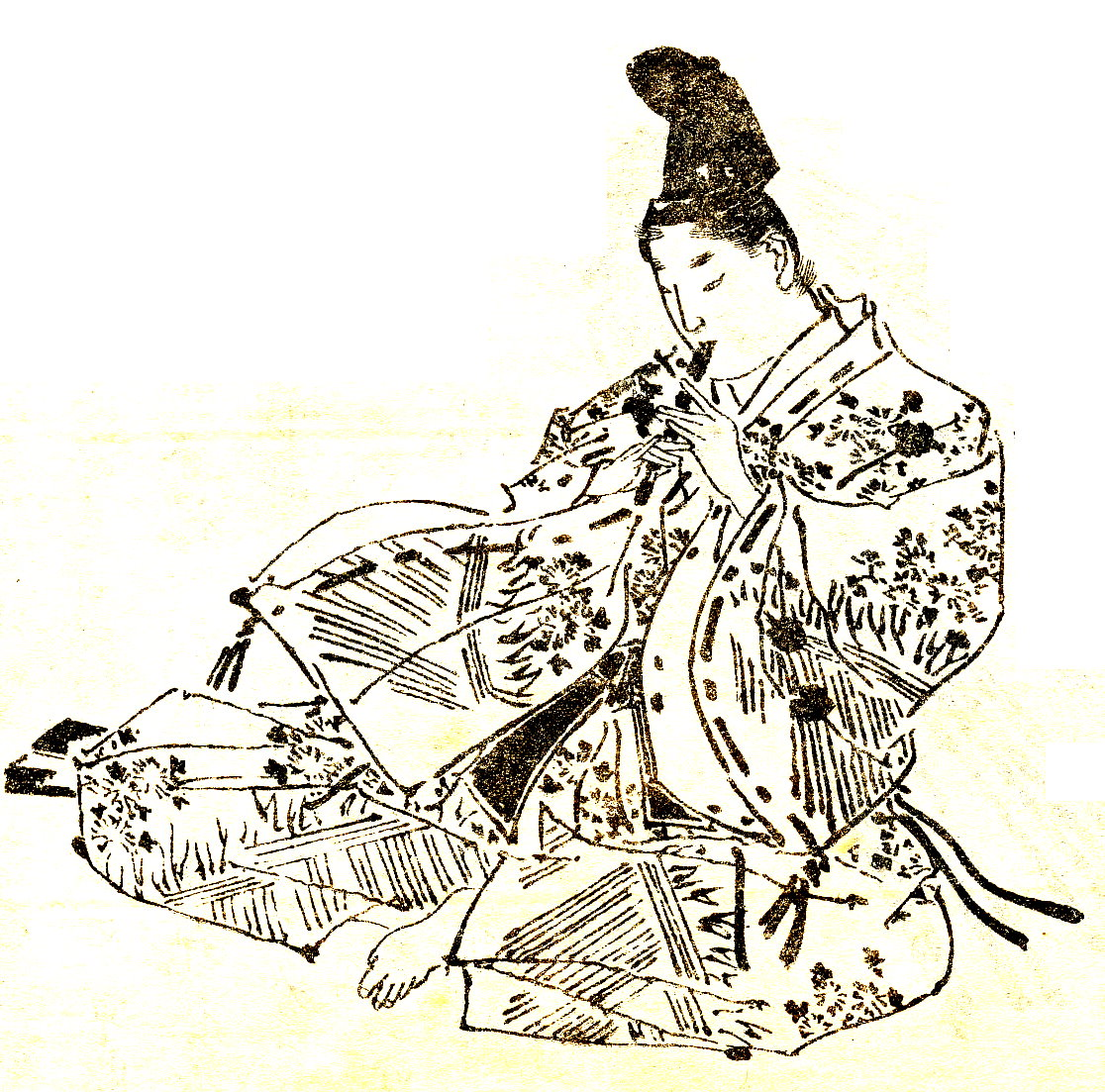
笛を吹く平敦盛。

続いて、敦盛は、源氏との決戦前夜、平家の陣中で敦盛が吹く笛に合わせて一門が歌舞音曲を楽しんだ様子を回想する。

| シテ「さても如月六日の夜にもなりしかば、親にて候ふ経盛われらを集め、今様を謡ひ舞ひ遊びしに ワキ〽さてはその夜のおん遊びなりけり、城の内にさも面白き笛の音の、寄せ手の陣まで聞こえしは シテ「それこそさしも敦盛が、最期まで持ちし笛竹の ワキ〽音も一節を謡ひ遊ぶ シテ〽今様朗詠 ワキ〽声々に 地謡〽拍子を揃へ声を上げ | ［敦盛］さて、2月6日の夜になったところ、親である平経盛が我々を集め、今様を謡って舞い遊んだが…… ［蓮生］それではその夜の管弦の宴だったのですね、平家の陣中からいかにも趣のある笛の音が、寄せ手の源氏の陣まで聞こえたのは。 ［敦盛］それこそまさに敦盛が最期まで持っていた笛。 ［蓮生］その音に合わせて一曲を謡い楽しんだ ［敦盛］今様や、（漢詩・和歌の）朗詠を ［蓮生］声々に ――拍子をそろえ、声を高く上げて謡い舞った。 |

そして、後シテ（敦盛）は、中之舞を舞う。

#### 敦盛の最期、終曲

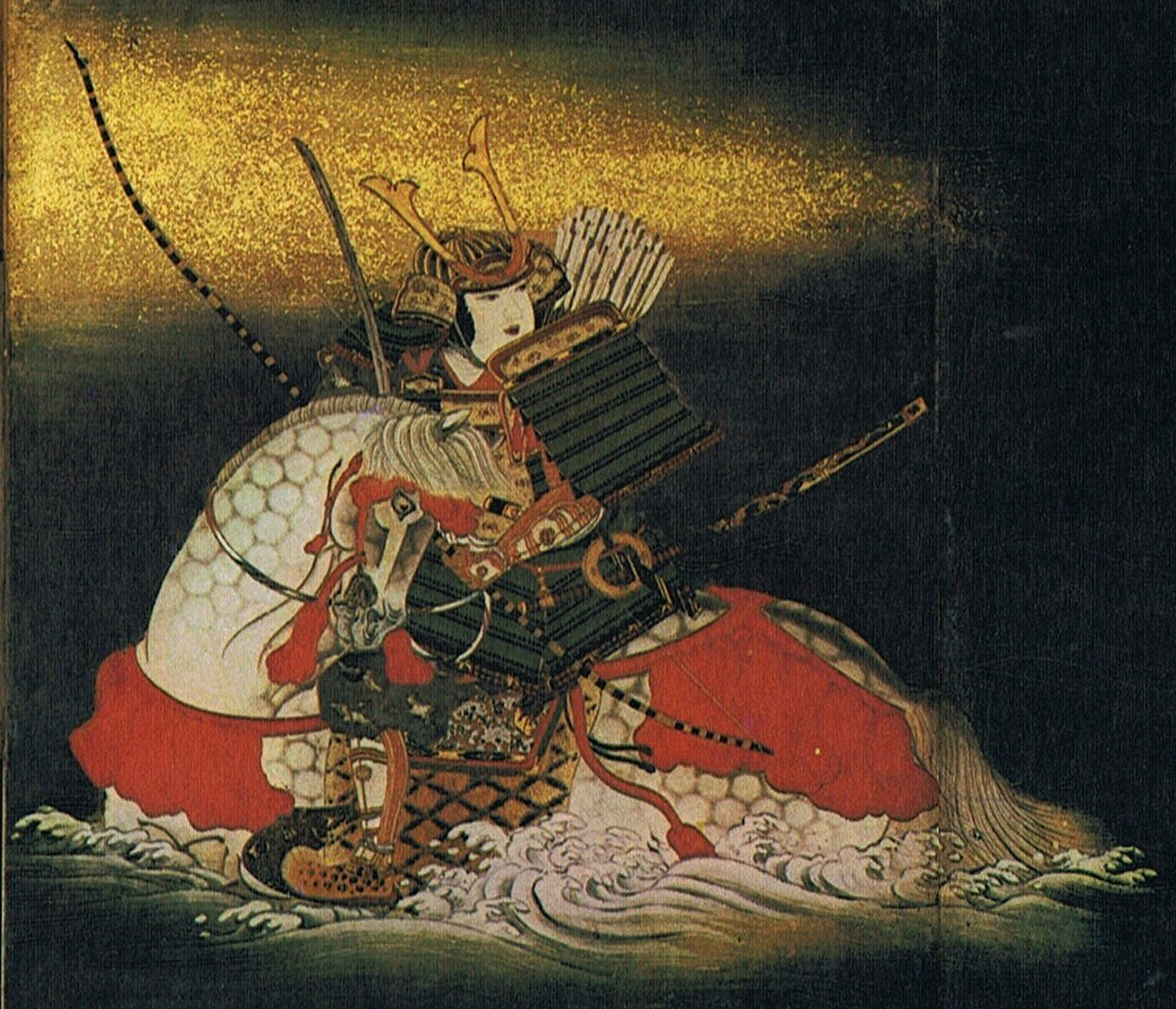
一ノ谷の戦いで熊谷次郎直実に呼び止められる平敦盛（『一の谷合戦図屏風』）。

| シテ〽さるほどに、み船をはじめて 地謡〽一門みなみな、船に浮かめば、乗り遅れじと、汀にうち寄れば、御座船も兵船も、はるかに延びたまふ シテ〽せん方波に駒を控へ、あきれ果てたるありさまなり 地謡〽かかりけるところに、後ろより、熊谷の次郎直実、逃さじと追つ駆けたり、敦盛も、馬引き返し、波の打物抜いて、二打三打は打つぞと見えしが、馬の上にて引つ組んで、波打ち際に、落ち重なつて、つひに討たれて失せし身の、因果はめぐり逢ひたり、敵はこれぞと討たんとするに、仇をば恩にて、法事の念仏して弔はるれば、つひにはともに生まるべき、同じ蓮の蓮生法師、敵にてはなかりけり、跡弔ひてたびたまへ、跡弔ひてたびたまへ | ［敦盛］そうしていると、天皇の御座船をはじめとして ――平家一門は、皆船に乗り込んだので、私（敦盛）も乗り遅れまいと、汀に行ったが、御座船も兵船も、沖合はるかに行ってしまわれていた。 ［敦盛］なすすべもなく馬を止めて、途方に暮れてしまった有様である。 ――そうしているところに、後ろから、熊谷次郎直実が、逃すまいと追いかけてきた。敦盛も、馬を引き返し、刀を抜いて、二度三度打ったと見えたが、馬の上で組み合いとなり、波打ち際に落ち重なり、敦盛はついに討たれてしまった。その身の因果がめぐって今お僧とめぐり会い、これこそ敵だと思って討とうとしたが、仇を恩で報じてくださり、法事の念仏をして弔ってくださったので、最後はともに極楽浄土に生まれ、蓮をともにするであろう蓮生法師、敵ではなかったのです。私の跡を弔ってください。 |

## 作者
作者は世阿弥であり、応永30年（1423年）奥書の『三道』に、「清経」「実盛」「頼政」などの修羅能とともに見える。

## 特色・評価
典拠である『平家物語』では、若武者敦盛の悲劇的な最期に焦点が当てられているが、本曲は、むしろ、敦盛と蓮生が「法の友」として出会えた喜びが主眼となっている。
修羅能（二番目物）の一つであるが、普通の修羅能が修羅道の苦患を表現する「カケリ」を舞うのに対し、敦盛では、女性の主人公が舞うことの多い「中之舞」を舞っており、歌舞音曲を好んだ貴公子という面が強調されている。

## 俗説
織田信長が好んだのは幸若舞の「敦盛」で、能の「敦盛」ではない。